# 森南町
森南町（もりみなみまち）は、神戸市東灘区の町名の一つで、旧・本山村域（本山地区）のうち旧・森村域のJR東海道本線以南・国道2号以北に相当する。
北と北西はJRを挟んで森北町（本山北町とは僅かに接しない）、同じく北東は芦屋市三条南町、東は芦屋市清水町、西は本山中町、国道2号を挟んで南と南西は本庄町（本山南町とは僅かに接しない）、同じく南東は芦屋市津知町と、それぞれ隣接する。
昭和47年（1972年）6月1日に東から順に本山町森字今北・昭和通・丈土（東半）が一丁目、同字丈土（西半）・古川・前ノ町が二丁目、同字宮川（東半、本山中町一丁目になったのを除く）が三丁目として住居表示を実施して成立した。
平成17年国勢調査（2005年10月1日現在）における世帯数は1,237、人口2,795で内男性1,271人・女性1,524人
。

## 参考資料
- 原田 健 編『東灘区25年』東灘区役所、1976年（昭和51年）。

## 関連書籍
- 野田正彰『わが街―東灘区森南町の人々』文藝春秋、1996年、ISBN 978-4163518404